# Трилисник (вузол)
В теорії вузлів трилисник — найпростіший нетривіальний вузол. Трилисник можна отримати, з'єднавши 2 вільних кінці звичайного простого вузла, внаслідок чого отримаємо завузлене кільце. Як найпростіший вузол, трилисник є фундаментальним об'єктом при вивченні математичної теорії вузлів, яка має різноманітні застосування в топології, геометрії, фізиці, хімії та ілюзіонізмі.

## Описи
Трилисник можна визначити як криву, яка отримується з таких параметричних рівнянь:
{\displaystyle x=\sin t+2\sin 2t}
{\displaystyle \qquad y=\cos t-2\cos 2t}
{\displaystyle \qquad z=-\sin 3t}
(2,3)-торичний вузол є трилисником. Такі параметричні рівняння задають (2,3)-торичний вузол на торі {\displaystyle (r-2)^{2}+z^{2}=1}:
{\displaystyle x=(2+\cos 3t)\cos 2t}
{\displaystyle \qquad y=(2+\cos 3t)\sin 2t}
{\displaystyle \qquad z=\sin 3t}

Трилисник з осьовою симетрією порядку 2.

Будь-яка безперервна деформація цієї кривої також вважається трилисником. Зокрема, будь-яка ізотопна трилиснику крива також вважається трилисником. Крім того, дзеркальне відображення трилисника також вважається трилисником. У топології і теорії вузлів трилисник зазвичай задається за допомогою діаграми.
В алгебричній геометрії трилисник можна отримати як перетин в C2 одиничної 3-сфери S3 з комплексною плоскою кривою нулів комплексного многочлена z2 + w3 (напівкубічна парабола).

Лівобічний трилисник

Правобічний трилисник

Якщо один кінець стрічки повернути 3 рази, а потім склеїти з іншим кінцем, її край утворить трилисник.

## Симетрія

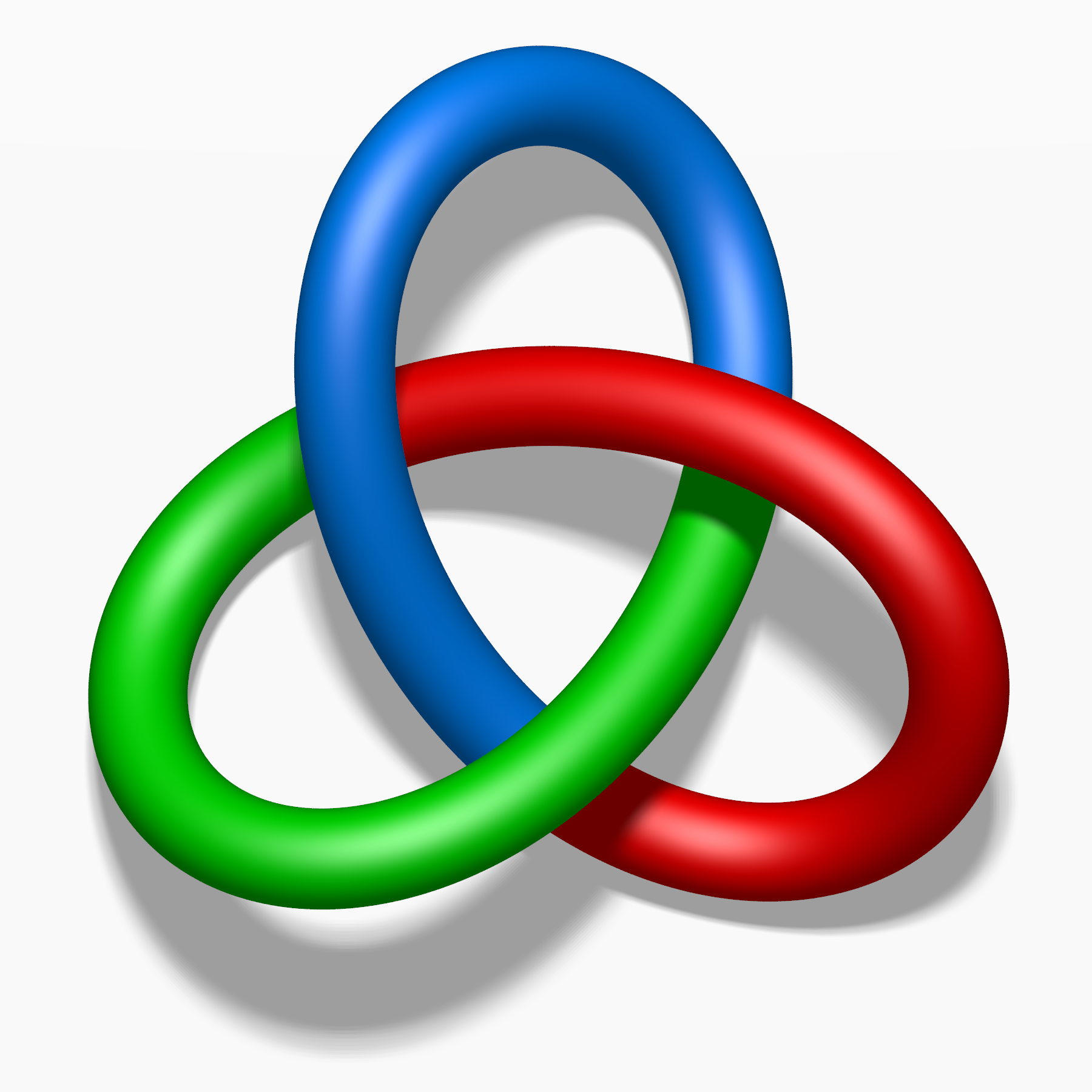
Трилисник дозволяє Триколірна розмальовка.

Простий вузол стає трилисником після з'єднання кінців.

Трилисник хіральний у тому сенсі, що він відрізняється від свого дзеркального відображення. Два варіанти трилисника відомі як лівобічний і правобічний. Неможливо шляхом деформації лівобічний варіант безперервним чином перевести в правобічний або навпаки, тобто, ці два трилисники не ізотопні.
Хоча трилисник хіральний, він оборотний, тобто немає різниці в якому напрямку трилисник обходиться — за годинниковою стрілкою чи проти.

## Нетривіальність
Трилисник нетривіальний, що означає, що неможливо «розв'язати» трилисник у тривимірному просторі без розрізання. З математичної точки зору це означає, що трилисник не ізотопний тривіальному вузлу. Зокрема, не існує послідовності рухів Рейдемейстера, за допомогою яких вузол розв'язується.
Доведення цього вимагає побудови інваріанта вузла, який відрізняється від інваріанта тривіального вузла. Найпростіший такий інваріант — триколірна розмальовка — трилисник дозволяє триколірну розмальовку, а тривіальний вузол — ні. Крім того, будь-який основний многочлен вузла трилисника відрізняється від многочлена тривіального вузла, як і більшість інших інваріантів.

## Класифікація
В теорії вузлів трилисник є першим нетривіальним вузлом і єдиним вузлом з числом перетинів три. Він є простим і зазначений під номером 31 в нотації Александера — Бріггза. Нотація Давкера для трилисника — 4 6 2, а нотація Конвея трилисника — [3].
Трилисник можна описати як (2,3)-торичний вузол. Можна отримати цей вузол шляхом замикання коси σ13.
Трилисник є альтернованим вузлом. Однак, він не є зрізаним вузлом, що означає, що він не обмежує 2-вимірного диска на 4-вимірній сфері. Щоб це показати, слід зауважити, що його сигнатура ненульова. Інше доведення — многочлен Александера не задовольняє умові Фокса — Милнора.
Трилисник є розшарованим, тобто його доповнення в {\displaystyle S^{3}} є локально тривіальним розшаруванням над колом {\displaystyle S^{1}}. У моделі трилисника як множини пар {\displaystyle (z,w)} комплексних чисел, таких що {\displaystyle |z|^{2}+|w|^{2}=1} і {\displaystyle z^{2}+w^{3}=0}, це локально тривіальне розшарування має відображення Мілнора {\displaystyle \phi (z,w)=(z^{2}+w^{3})/|z^{2}+w^{3}|} як розшарування, а тор с виколотою точкою — як поверхню розшарування.

## Інваріанти
Многочлен Александера трилисника є
{\displaystyle \Delta (t)=t-1+t^{-1},}
а многочлен Конвея —
{\displaystyle \nabla (z)=z^{2}+1.}
Многочлен Джонса —
{\displaystyle V(q)=q^{-1}+q^{-3}-q^{-4},}
а многочлен Кауфмана трилисника —
{\displaystyle L(a,z)=za^{5}+z^{2}a^{4}-a^{4}+za^{3}+z^{2}a^{2}-2a^{2}.}
Група вузла трилисника задається поданням
{\displaystyle \langle x,y\mid x^{2}=y^{3}\rangle }
або, еквівалентно,
{\displaystyle \langle x,y\mid xyx=yxy\rangle .}
Ця група ізоморфна групі кіс з трьома нитками.

## Трилисники в релігії та культурі
Як найпростіший нетривіальний вузол, трилисник є частим мотивом в іконографії та образотворчому мистецтві.

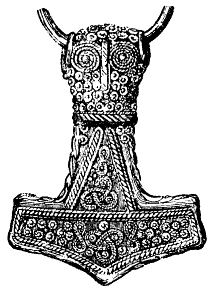
Давньоскандинавська підвіска мйольнір з трилисником
Простий символ трикветр
Щільний трикветр
Німецький Валкнут
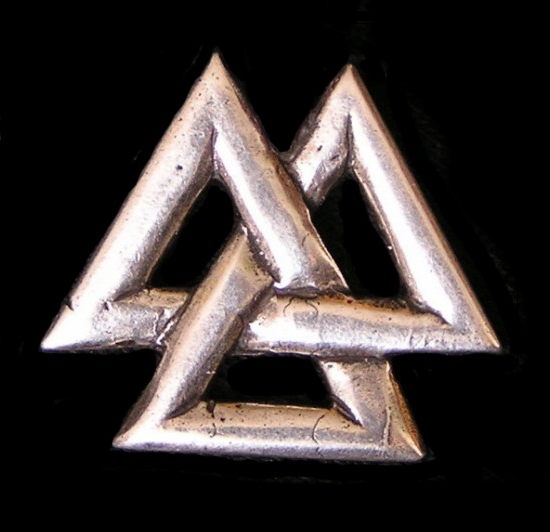
Металевий Валкнут у вигляді трилисника
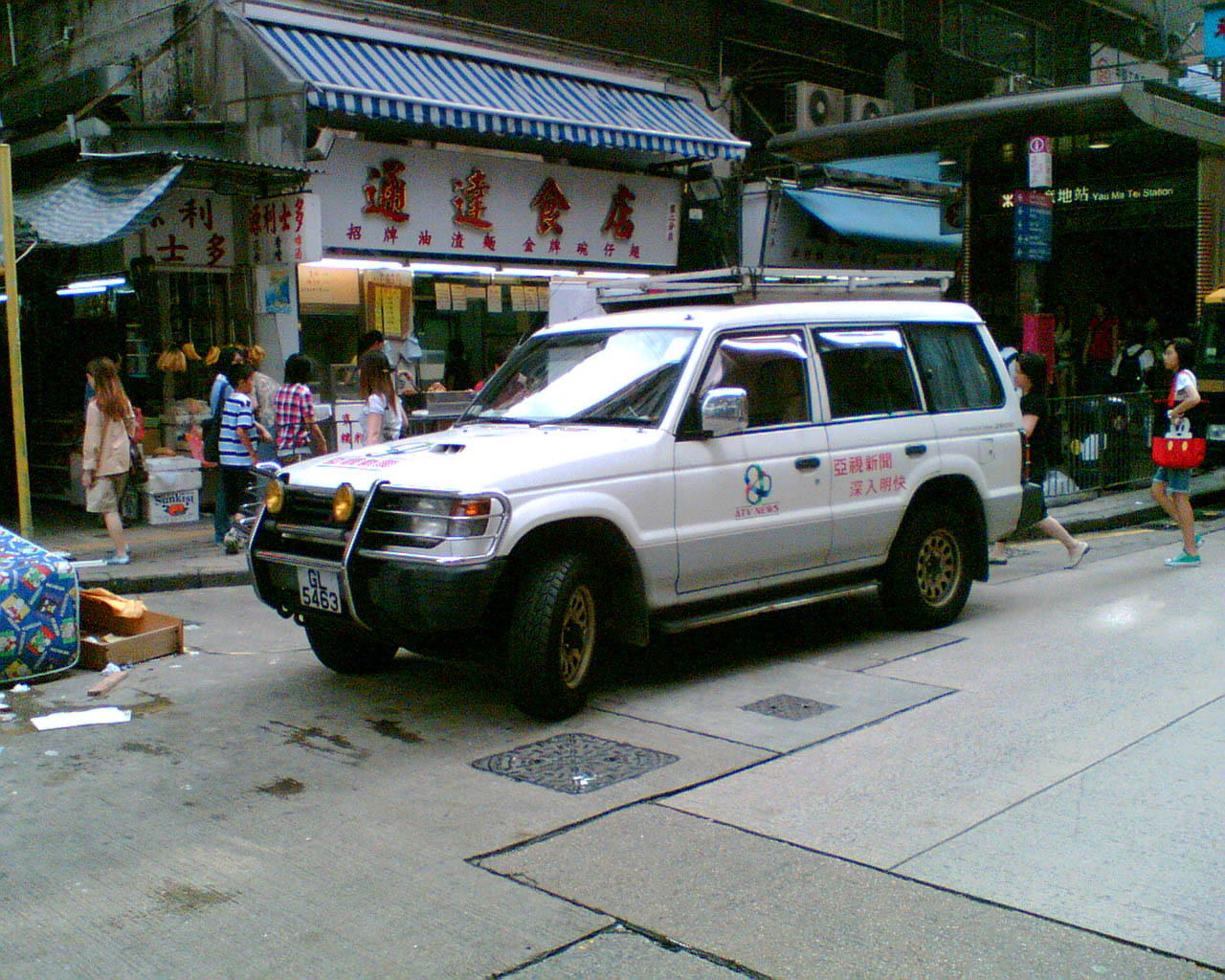
Трилисник, використовуваний в Лого aTV[en]
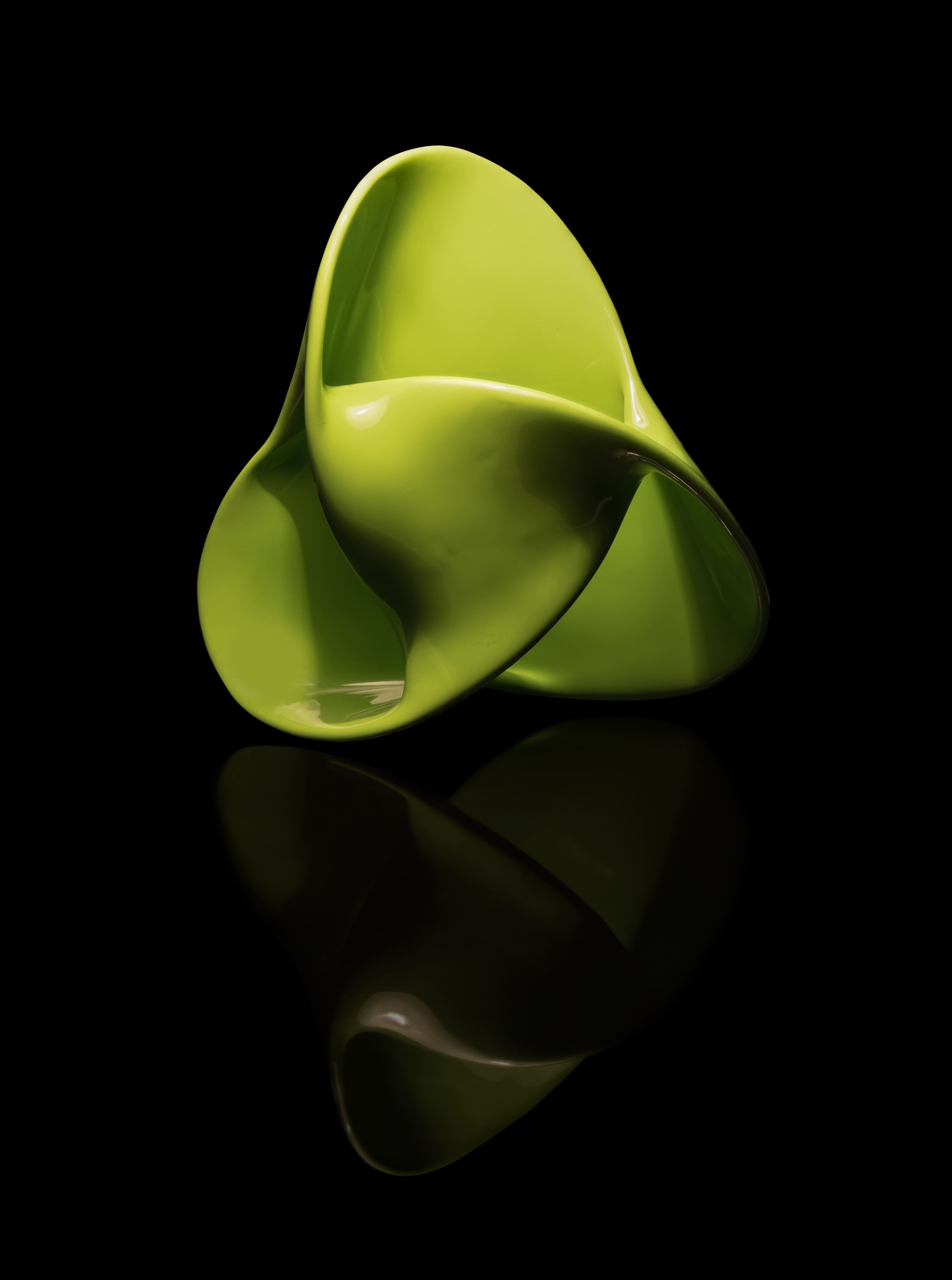
Орієнтовна поверхня, обмежена трилисником.
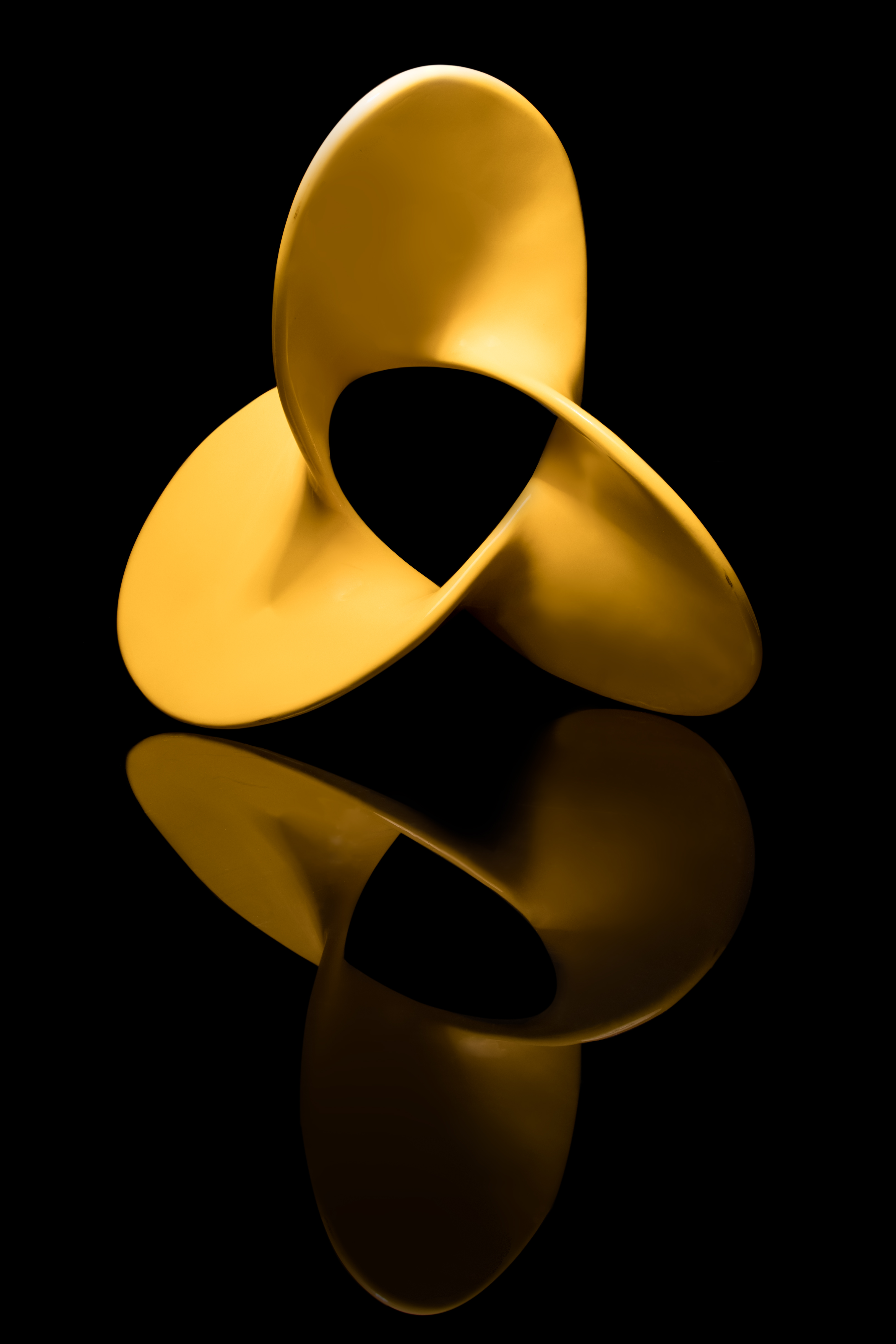
Лист Мебіуса, обмежений трилисником.